# 加冕主教座堂

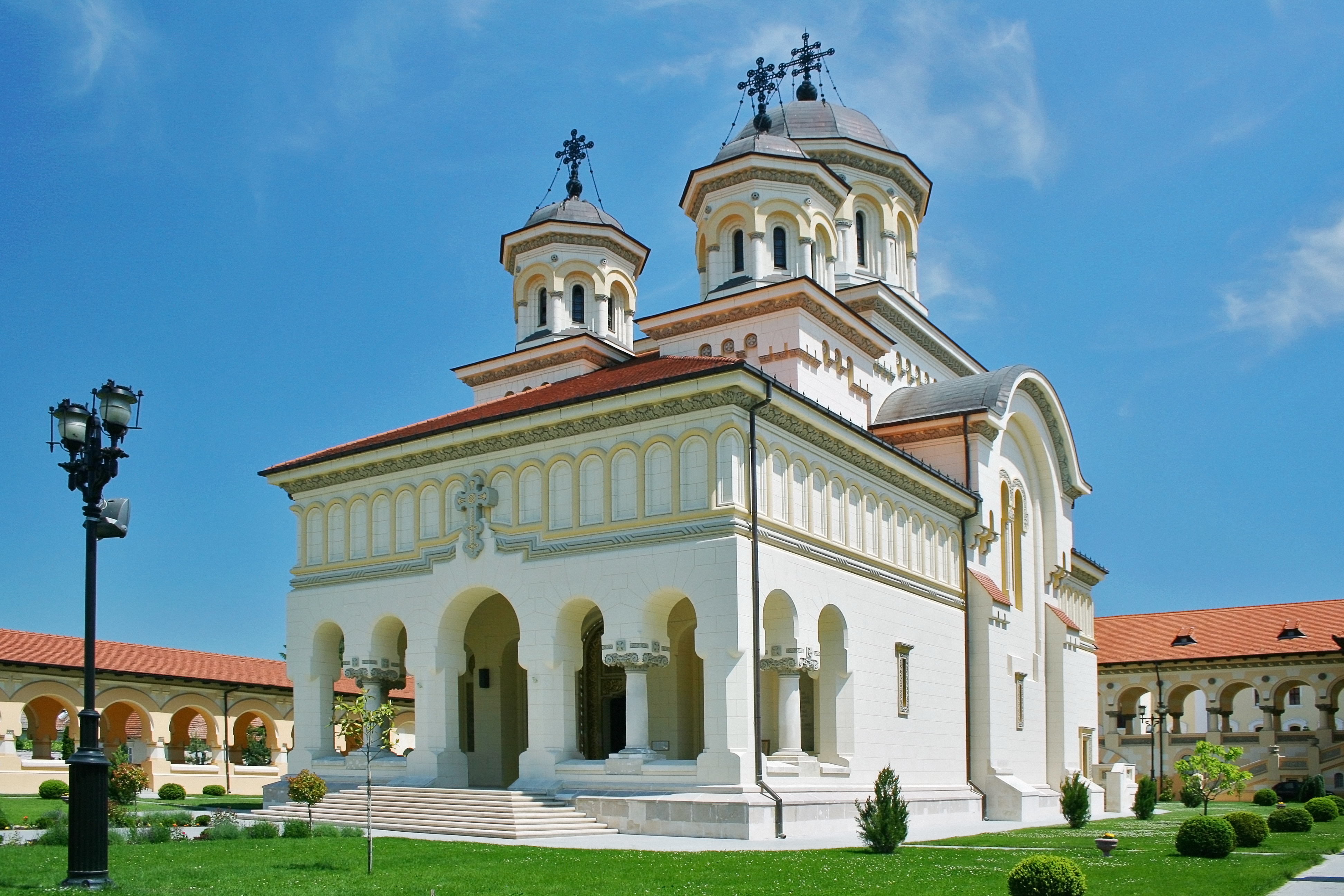
加冕主教座堂

加冕主教座堂（羅馬尼亞語：Catedrala Încoronării）是羅馬尼亞的一座羅馬尼亞正教會的主教座堂，位於阿爾巴尤利亞。這座教堂是為了羅馬尼亞和特蘭西瓦尼亞聯合而修建，教堂建設於1921年至1922年期間。

## 外部連結
46°04′06″N 23°34′11″E / 46.068448°N 23.569821°E